# Vișinii
Vișinii – wieś w Rumunii, w okręgu Călărași, w gminie Independența. W 2011 roku liczyła 499 mieszkańców.